# Arnoldo Iguarán
Arnoldo Alberto Iguarán Zúñiga (ur. 18 stycznia 1957 w Ríohacha) – kolumbijski piłkarz grający na pozycji napastnika. Nosił przydomek „El Guajiro”.

## Kariera klubowa
Iguarán piłkarską karierę w zespole Cúcuta Deportivo, w barwach którego zadebiutował w 1978 w Copa Mustang. Grał tam przez 4 sezony, jednak nie odniósł znaczących sukcesów. W 1982 roku przeszedł do innego ligowca, Deportes Tolima, z którym wywalczył wicemistrzostwo kraju, premiujące awans do Copa Libertadores. Po sezonie Arnoldo zmienił jednak klub i dość niespodziewanie trafił do wenezuelskiego Deportivo Táchira. Z zespołem tym nie udało mu się jednak wywalczyć mistrzostwa Wenezueli i po sezonie wrócił do ojczyzny. Przez rok grał w stołecznym Independiente Santa Fe, by w 1984 roku przejść do innego klubu z Bogoty, Millonarios. W Millonarios Iguarán spędził aż 10 sezonów, stając się niemal legendą klubu. W latach 1987 i 1988 był jednym z głównych autorów wywalczenia przez klub kolejnych mistrzostw Kolumbii. W 1994 roku wrócił do swojego macierzystego klubu, Deportivo Cucuta, z którym rok później spadł z ligi. W klubie został jeszcze na sezon 1996 i pomógł Deportivo w powrocie do pierwszej ligi, a po sezonie zdecydował się zakończyć piłkarską karierę w wieku 39 lat.
Podczas swojej kariery w Kolumbii Iguarán wielokrotnie popisywał się wysoką skutecznością, jednak nigdy nie udało mu się wywalczyć tytułu króla strzelców ligi. Przez 18 sezonów zdobył 185 goli na szczeblu pierwszej ligi Kolumbii.
W 1991 roku Iguarán otworzył Akademię Piłkarską w Bogocie, która nosi jego imię.

## Kariera reprezentacyjna
W reprezentacji Kolumbii Iguarán zadebiutował 29 czerwca 1979 roku w towarzyskim meczu z reprezentacją Hiszpanii, zakończonym remisem 1:1. W tym samym roku trafił do kadry narodowej na turniej Copa América 1979. 22 sierpnia w swoim siódmym występie w kadrze zdobył pierwszego gola, a Kolumbia wygrała 4:0 swój grupowy mecz z Wenezuelą. Iguarán wystąpił łącznie w 4 spotkaniach na tym turnieju, jednak jego rodacy nie potrafili wyjść z grupy.
W swojej karierze Iguarán grał jeszcze w innych turniejach o mistrzostwo Ameryki Południowej: Copa América 1983 (4 mecze, faza grupowa), Copa América 1987 (3 mecze, 4 gole, w tym hattrick z Paragwajem, 3. miejsce), Copa América 1989 (3 mecze, 3 gole, faza grupowa) i Copa América 1991 (3 mecze, 2 gole, 4. miejsce).
W 1990 roku Iguarán był członkiem kadry na Mistrzostwa Świata we Włoszech. Tam początkowo był podstawowym zawodnikiem turnieju - wystąpił w pierwszym składzie w meczach z ZEA (2:0) i Jugosławią (0:1), a w meczu 1/8 finału z Kamerunem (1:2 po dogrywce) wszedł na boisko w 63. minucie zmienając Luisa Fajardo.
Swój ostatni mecz w reprezentacji Iguarán rozegrał 21 maja 1993 roku, a Kolumbia zremisowała w towarzyskim meczu z Wenezuelą. Ogółem w kadrze rozegrał 68 meczów i zdobył 25 goli, co czyni go najskuteczniejszym piłkarzem w historii reprezentacji Kolumbii.